# Liste des cathédrales d'Almaty
Plusieurs églises d’Almaty au Kazakhstan peuvent être appelées cathédrale d’Almaty :
- la cathédrale de l’Ascension (cathédrale Zenkov) ;
- la cathédrale Notre-Dame-de-Kazan ;
- la cathédrale Saint-Nicolas ;
- la cathédrale Sainte-Sophie.